# 万蔵寺 (南魚沼市)
万蔵寺（まんぞうじ）は、新潟県南魚沼市六日町にある浄土宗の寺院である。山号は信受山。院号は福壽院。 

## 概要
南魚沼市民会館入口の斜向かいで、フジテレビ解説委員の風間晋の実家でもある。

## 周辺
- 弘長寺[3]、極楽寺[4]、八坂神社[5]

- 坂戸山・金城山・魚野川
- 南魚沼簡易裁判所・新潟日報魚沼総局[6]

## 交通アクセス
- 公共交通
  - 上越線・北越急行ほくほく線六日町駅東口より徒歩約10分。
  - 南越後観光バス六日町 - 沢口 - 清水線[7]「小学校入口（六日町)」バス停より徒歩約3分。
- 自動車

関越自動車道六日町ICから国道17号で約10分。